# 706
Cette page concerne l'année 706  du calendrier julien. Pour l'année 706 av. J.-C., voir 706 av. J.-C.
L'année 706 est une année commune qui commence un vendredi.

## Événements
- Victoire sur les Chinois du Turc oriental Kul-tégin (en), neveu de Bek Tchor, près de Ningxia (Gansu)[1].

- Expédition du général arabe Qutayba ibn Muslim contre le royaume de Boukhara (706-709). Il réduit le pays en vassalité mais ne réussit pas à l'islamiser totalement[1].
- Le calife al-Walid Ier fait reconstruire la mosquée de Médine, sur un plan rappelant la maison du Prophète Mahomet[2].

## Décès en 706
- 15 février : Léonce II et Tibère III Apsimar, empereurs byzantins exécutés par Justinien II dans l'hippodrome de Constantinople[3].